# Строна
Строна (італ. Strona, п'єм. Stron-a) — муніципалітет в Італії, у регіоні П'ємонт,  провінція Б'єлла.
Строна розташована на відстані близько 540 км на північний захід від Рима, 75 км на північний схід від Турина, 14 км на схід від Б'єлли.
Населення — 1092 особи (2014).

## Демографія
Населення за роками:

Станом на 1 січня 2023 року в муніципалітеті офіційно проживав 51 іноземець з 20 країн, серед них 14 громадян країн Євросоюзу та 2 громадяни України.

## Сусідні муніципалітети
- Казапінта
- Коссато
- Лессона
- Меццана-Мортільєнго
- Триверо
- Валле-Моссо
- Валле-Сан-Ніколао